# Marià Cortès
Marià Cortès, nascut com a Josep Francesc Cortès Coll (Mallorca, 1777 - Palma, Mallorca, 1835) va ser un monjo llec cartoixà, botànic i apotecari balear.
El 1802 professà a la cartoixa de Valldemossa. Autodidacta, sense més estudis que els de l'experiència, va arribar a responsable de la farmàcia monàstica del monestir, de la qual tingué cura i al capdavant de la qual romangué malgrat l'exclaustració. Va escriure uns apunts de botànica, datats en 1820 i recopilats en un “Diccionario de los vegetales de Mallorca y de las semillas sembradas para la historia natural y de sus usos descubiertos hasta el presente”, que foren trobats entre l'escassa documentació localitzada després de la desamortització de 1835, entre els documents de l'antiga farmàcia monàstica, i en els quals figuren, al costat del nom linneà, el nom castellà i el català.